# Ленинский (Буда-Кошелёвский район)
Ленинский (бел. Ленінскі) — посёлок в Чеботовичском сельсовете Буда-Кошелёвского района Гомельской области Белоруссии.

## География

### Расположение
В 19 км на юго-запад от районного центра и железнодорожной станции Буда-Кошелёвская (на линии Жлобин — Гомель), 36 км от Гомеля.

## Транспортная сеть
Рядом автодорога Чеботовичи — Уваровичи. Планировка состоит из короткой прямолинейной улицы, ориентированной с юго-запада на северо-восток и застроенной двусторонне деревянными домами усадебного типа.

## История
Основан в начале XX века переселенцами с соседних деревень. В 1926 году в Чеботовичском сельсовете Уваровичского района Гомельского округа. В 1930 году организован колхоз «Ленинец», работала кузница. На фронтах Великой Отечественной войны погибли 22 жителя деревни. В 1959 году в составе совхоза «Чеботовичи» (центр — деревня Чеботовичи).

## Население

### Численность
- 2004 год — 22 хозяйства, 37 жителей.

### Динамика
- 1926 год — 16 дворов, 104 жителя.
- 1959 год — 188 жителей (согласно переписи).
- 2004 год — 22 хозяйства, 37 жителей.